# 帕尔梅兰蒂
帕尔梅兰蒂是巴西托坎廷斯州的一个市镇。总面积2640.738平方公里，总人口4689人，人口密度1.8人/平方公里。